# Джоел (The Last of Us)
Джоел Міллер (англ. Joel Miller) — персонаж серії відеоігор The Last of Us компанії Naughty Dog. В іграх його зображує Трой Бейкер через захоплення руху та озвучення; у телевізійній адаптації його грає Педро Паскаль. У першій грі, The Last of Us, Джоел є головним протагоністом і має завдання супроводжувати 14-річну Еллі через постапокаліптичні Сполучені Штати в спробі створити потенційні ліки від інфекції, до якої Еллі має імунітет. Він також ненадовго з'являється в кампанії DLC The Last of Us: Left Behind. У The Last of Us Part II Джоела вбиває жінка на ім'я Еббі, батька якої він убив у першій грі, що спонукає Еллі до помсти.
Джоел був створений Нілом Дракманном, креативним директором і сценаристом The Last of Us. Кастинг на роль персонажа був тривалим, оскільки його стосунки з Еллі були вкрай важливими для гри; вони були в центрі уваги при розробці першої гри, а всі інші елементи розвивалися навколо них. Бейкер надихнувся аспектами особистості Джоела, зробивши персонажа більш емоційним, ніж він був спочатку представлений. Дракманн хотів, щоб гравці, особливо батьки, розуміли Джоела через його зв'язок з Еллі. Він вважав персонажа морально складним. У другій частині Дракманн вважав, що арка персонажа Джоела завершилася після першої частини, а його смерть стала ключовим моментом у розвитку гри.
Персонаж був добре прийнятий критиками; його хімія з Еллі є частим предметом похвали. Також були відзначені привабливість і складність персонажа. Гра Бейкера в обох іграх була високо оцінена і отримала численні нагороди та номінації. Так само високо оцінили і гру Паскаля в телесеріалі.

## Створення
Команда розробників The Last of Us витратила більше часу на вибір актора на роль Джоела, ніж на роль Еллі, оскільки хімія між цими двома персонажами була вкрай важливою для гри. Після того, як Трой Бейкер та Ешлі Джонсон, акторка Еллі, зіграли разом, команда зрозуміла, що перший ідеально підходить на роль Джоела, незважаючи на молодий вік актора. Креативний директор Ніл Дракманн пояснив вибір команди на користь Бейкера його голосом і рухами. Бейкер зробив великий внесок у розвиток персонажа; наприклад, він переконав Дракманна, що Джоел буде піклуватися про Тесс через свою самотність. Розробляючи зовнішній вигляд Джоела, команда намагалася зробити його «достатньо гнучким», щоб він міг постати як «безжальним чоловіком у підпіллі карантинного міста», так і «турботливим батьком для Еллі». Його зовнішній вигляд мав викликати асоціації з «сільською американщиною», відсилаючи до цінностей самодостатності та винахідливості в умовах труднощів і позбавлень. Команда експериментувала з його зовнішністю, щоб визначити його вік у грі.
Під час створення Джоела Дракманн спочатку надихався образом Джоша Броліна у фільмі Старим тут не місце, якого він вважав «дуже тихим, дуже холоднокровним під тиском обставин». Однак інтерпретація Бейкером Джоела як більш емоційної людини змінила характер персонажа в інший бік. Зрештою, оповідь стала дослідженням того, наскільки батько готовий врятувати дитину; спочатку Джоел готовий пожертвувати собою, потім він готовий пожертвувати своїми друзями, доки, нарешті, не відчуває, що готовий пожертвувати всім людством, щоб врятувати Еллі.
Дракманн вважав, що гравці, особливо батьки, зможуть відчути характер Джоела та його зв'язок з Еллі. Бейкер вважає, що Джоел відкриває для себе мораль протягом усього ігрового сюжету, з'ясовуючи різницю між втратою і жертвою, і його справжня особистість починає проявлятися. Дракманна заінтригували гравці, які обговорювали моральність Джоела, розрізняючи його як героя чи лиходія; Дракманн відчував, що Джоел був лише «складною людиною, яка приймала хороші і погані рішення», але дозволяв йому бути відкритим для інтерпретації. Під час прослуховування на роль Бейкер прочитав фразу в характеристиці персонажа, в якій говорилося, що Джоелу залишилося перетнути «кілька моральних меж», і це стало для нього «точкою опори» для персонажа. Бейкер зіткнувся з великими труднощами під час зйомок прологу гри, в якому є сцени з Джоелом і його дочкою Сарою, яку грає Хана Хейс. Пізніше, переглянувши відзнятий за перший день матеріал, Дракманн відчув, що цю сцену можна було б покращити. Під час повторного знімання сцени Дракманн пояснив Бейкеру, як її виконувати, і відчув, що це був найкращий дубль. Хоча Бейкер спочатку вважав цей дубль занадто «механічним», з часом він зрозумів, що намагався вразити глядачів своєю грою, і що це було «не те, що потрібно для сцени».
Дракманн відчував, що арка персонажа Джоела була завершена після першої гри. Смерть Джоела була основною частиною наративної структури The Last of Us Part II з самого початку розробки; Дракманн вважав її однією з найскладніших для написання, репетицій та зйомок. Хоча спочатку це викликало певний внутрішній опір, команда відчула себе змушеною, коли більша частина оповіді була побудована. У ранній версії сцени смерті Джоела він вимовляв «Сара», ім'я своєї доньки, доки Бейкер не запропонував йому мовчати. Якщо смерть Сари в першій грі мала викликати смуток, то смерть Джоела має на меті викликати гнів. Спочатку Еллі була відсутня під час цієї сцени, і їй мав повідомити про це брат Джоела Томмі, але Дракманн відчув, що спостереження за смертю з точки зору Еллі підкреслить гнів гравця. Він хотів, щоб смерть була зображена «грубо, безцеремонно і принизливо», а не «героїчно»; спочатку сцена була більш жахливою, але згодом її пом'якшили, оскільки кров не була вирішальною для сцени. Він передбачав, що це може призвести до негативної реакції, але вважав за необхідне розповісти цю історію; він, зокрема, відчував, що репутація Naughty Dog в індустрії давала їй можливість ризикувати так, як інші розробники не можуть. У попередній версії сцени Еббі вдарила Джоела ножем у спину і викрутила ніж, щоб паралізувати його; однак, оскільки ножі тісніше асоціюються з Еллі, команда замінила його на ключку для гольфу, частково надихнувшись випадком з юності Дракманна.

### Телесеріал
Педро Паскаль отримав роль Джоела в телевізійній адаптації відеогри на каналі HBO 10 лютого 2021 року. Раніше того ж дня повідомлялося, що Магершала Алі отримав роль Джоела після того, як Меттью Мак-Конагей відмовився від неї; The Hollywood Reporter зазначав, що Алі «розглядав роль» у серіалі, але угоду так і не було укладено. Паскаль став доступний для серіалу після виходу другого сезону «Мандалорця», отримавши кілька пропозицій щодо проектів від великих мереж, з яких він обрав Останніх з нас, частково для роботи зі співавтором Крейгом Мезіном. Мезін і Дракманн вже деякий час розглядали кандидатуру Паскаля. Він погодився на роль протягом 24 годин; Продюсери «Мандалорця» дали Паскалю дозвіл на роботу над серіалом. Як повідомляється, він заробляє 600 000 доларів США за епізод, що робить його однією з найбільш високооплачуваних американських телезірок.
Паскаля обрали за його здатність зображати жорсткого, змученого і вразливого персонажа, який пригнічує свої емоції, поки це необхідно. Паскаль, не гравець, спостерігав за грою свого племінника на початку першої гри, оскільки йому бракувало навичок, щоб грати самому; він побачив Джоела «таким вражаючим», але був стурбований тим, що імітація гри була занадто близькою, натомість вирішив «створити здорову дистанцію» і дозволити шоураннерам вирішувати, яким буде персонаж. Паскаль базував голос Джоела на власному досвіді зростання в Сан-Антоніо, штат Техас, очистивши його від південного акценту, використаного в грі.

## Характер
У пролозі The Last of Us Джоел, як батько-одинак, зображений чутливим та емоційно з'єднаним зі своєю донькою. Після її смерті і протягом наступних 20 років, коли Джоел став свідком більш жахливих подій, він значно змінився, використовуючи насильство для вирішення проблем і демонструючи небажання, коли його просять супроводжувати Еллі. Джоела часто описують як антигероя. Він — загартований виживалець, чия одержимість виживанням підживлюється його десенсибілізацією через смерть доньки. Роки виживання зробили Джоела винахідливим, практичним та емоційно непроникним, хоча він все ще травмований і вразливий. Він уникає прив'язування до інших, бо боїться їх втратити. Кожен його рух показує його вік і досвід, несучи на собі тягар втрачених життів. У міру проходження гри Джоел стає більш чутливим до Еллі і розмовляє з нею у манері, яка раніше була притаманна лише його доньці. Вчинок Джоела з порятунку Еллі у фіналі першої гри показує, що він став занадто сентиментальним і прив'язаним до Еллі, щоб «зробити правильну річ», що часто демонструють герої-чоловіки. Його вчинок розглядається одними як спокута, а іншими — як прояв егоїзму.

## Появи
Джоел, родом з Техасу, був батьком-одинаком у віці близько 32 років, коли розпочався спалах кордицепсу у 2013. Тікаючи з дому у передмісті Остіна разом з братом Томмі та 12-річною донькою Сарою, вони потрапили у перестрілку з солдатом; Сара була смертельно поранена і померла у нього на руках, залишивши його травмованим. Протягом наступних 20 років Джоел робив усе, щоб вижити. За час, проведений у жорстокому постапокаліптичному світі, ще не оговтавшись від смерті доньки, Джоел став загартованим виживальщиком, фізично і морально витривалим. Він має жорстокий стиль ведення бою і здатен перемогти в рукопашному бою набагато молодших за себе.
Через 20 років після смерті Сари Джоел працює контрабандистом у карантинній зоні Бостона, де панує військова диктатура, разом зі своєю подругою та напарницею Тесс. Під час пошуків колишнього спільника, який вкрав частину їхнього товару, Джоел і Тесс отримують завдання від Марлін, їхньої знайомої та лідера повстанського ополчення «Світляки», переправити 14-річну Еллі до місця зустрічі. Дорогою туди Джоел з'ясовує, що Еллі має імунітет до інфекції. Після прибуття, Тесс виявляє, що вона заразилася, і наполягає, щоб Джоел знайшов Томмі, колишнього «світляка», щоб продовжити місію. Спочатку Джоел був похмурим і небагатослівним по відношенню до Еллі, хоча в міру того, як їхня подорож продовжувалася, він починає до неї прихильніше ставитися. Це ускладнюється, коли Джоел, який спочатку попросив Томмі продовжити подорож замість нього після зустрічі з ним у поселенні Томмі в Джексоні, передумує і продовжує сам, як і планував. Їхній зв'язок поглиблюється, коли Еллі ледь не втрачає Джоела через важке поранення, і коли він приходить їй на допомогу після того, як її ледь не вбила банда канібалів у Колорадо. Зрештою, Джоел демонструє свою відданість Еллі, коли вирішує врятувати її від лікарів «Світляків» у Солт-Лейк-Сіті, які планують вилучити і дослідити її мозок, замість того, щоб дозволити їй померти. Щоб їх не переслідували, Джоел вбиває Марлін. Від'їжджаючи, Еллі прокидається, і Джоел повідомляє їй, що лікарі відмовилися від пошуку ліків. Незабаром Еллі розпитує його про те, що сталося насправді, і Джоел присягається їй, що говорить правду.
Джоел та Еллі будують життя в Джексоні з Томмі. У пролозі The Last of Us Part II Джоел визнає свою провину перед Томмі за те, що збрехав Еллі. Флешбеки у грі показують, як Джоел бере Еллі на день народження до музею динозаврів, а пізніше нарешті зізнається їй у правді після того, як вона повертається до лікарні, щоб з'ясувати все самостійно. Через чотири роки після першої гри, коли їхні стосунки стали напруженими, Джоел зізнається Еллі, що не шкодує про те, що зупинив Світляків, і Еллі обіцяє спробувати пробачити його. Під час патрулювання наступного дня Джоел і Томмі рятують незнайомку на ім'я Еббі від інфікованих, і вони рятуються від великої орди, повертаючись до спостережного пункту групи Еббі. Однак після того, як вони обмінялися іменами, група Еббі, яка виявляється колишніми світляками, що тепер входять до складу Фронту визволення Вашингтона (ФВВ), ополчення, яке базується в Сіетлі, швидко атакує Джоела і Томмі. Еллі знаходить їх, але зазнає нападу і безпорадно спостерігає, як Еббі забиває Джоела ключкою для гольфу до смерті; пізніше з'ясовується, що батько Еббі був головним хірургом Світляків, якого вбив Джоел, рятуючи Еллі, і з тих пір Еббі та її група прагнули помститися йому.

## Сприйняття
Персонаж Джоела отримав загалом позитивні відгуки. Колін Моріарті з IGN виявив, що йому небайдужий персонаж і він вважає його симпатичним. Енді Келлі з Computer and Video Games написав, що Джоел «має приємну теплоту в своїй лаконічній техаській манері». Джим Стерлінг з Destructoid знайшов Джоела симпатичним, незважаючи на його нетерплячість і різкий тон. Олі Велш з Eurogamer вважав, що до кінця гри Джоел та Еллі «перетворилися з клішованих на розвинутих персонажів». І навпаки, Том Мак Ші з GameSpot знайшов Джоела неприємним.
Критики високо оцінили стосунки між Джоелом та Еллі. Метт Хелгесон з Game Informer написав, що стосунки були «гострими» і «добре продуманими», Річард Мітчелл з Joystiq визнав їх «справжніми» та емоційними, а Моріарті з IGN назвав їх «родзинкою» гри. Велш з Eurogamer вважає, що персонажі були розроблені зі «справжнім терпінням і майстерністю». Філіп Коллар з Polygon виявив, що стосункам допомагали необов'язкові розмови в грі. Кімберлі Воллес з Game Informer назвала Джоела та Еллі одним з «найкращих ігрових дуетів 2013 року», оцінивши їхню зацікавленість у захисті один одного. Кайл Хілліард з Game Informer порівняв стосунки Джоела та Еллі з стосунками Принца та Еліки з Prince of Persia, написавши, що обидва дуети глибоко піклуються одне про одного, і високо оцінивши «емоційне крещендо» в The Last of Us, яке, на його думку, не було досягнуто в Принці Персії. Девід Мейклхем з PlayStation Official Magazine назвав Джоела та Еллі найкращими персонажами в іграх для PlayStation 3.
Гра Бейкера отримала високу оцінку. Видання Edge писало, що поряд з Еллі Джонсон Бейкер «вдихнув гостроти у витончені ноти сценарію». Ентоні Северіно з PlayStation LifeStyle вважає, що гра змусила його переживати за персонажа, а Джанкарло Вальдес з VentureBeat похвалив Бейкера за те, що він додав «нюансів і складності» до ролі. За роль у The Last of Us Бейкер отримав нагороду за найкращу чоловічу роль на Spike VGX, а також був номінований на найкращу чоловічу роль за версією The Daily Telegraph, видатну роль персонажа на D.I.C.E. Awards та на нагороду Британської академії відеоігор за найкращу чоловічу роль у відеоіграх. Так само високо оцінили гру Бейкера в The Last of Us Part II. Алекс Авард з GamesRadar+ виявив, що Бейкер «краде деякі з найкращих сцен [гри] в ролі Джоела», додаючи складнощів, які збагачують персонажа і стосунки. Еван Льюїс з Entertainment Weekly написав, що Бейкер «заслуговує на всі можливі похвали за свою несамовиту гру». Дорнбуш з IGN високо оцінив гру Бейкера за зображення втоми Джоела. За свою роль Бейкер отримав нагороду за видатну роль другого плану в драмі на церемонії нагородження Національної академії оглядачів індустрії відеоігор, а також був номінований на 17-ту церемонію вручення нагород Британської академії ігор у номінації «Виконавець другорядної ролі».
У телесеріалі гра Паскаля та його взаємодія з Еллі, яку зіграла Белла Рамзі, отримали високу оцінку. Джон Ньюджент з Empire та Валері Еттенгофер з /Film назвали гру Паскаля найкращою в його кар'єрі, відзначивши його здатність зображати нюанси та рідкісну вразливість. Аксель Метц з TechRadar описав його як «ідеальне втілення Джоела в реальному світі». Марк Ділейні з GameSpot сказав, що гра Паскаля в першому епізоді змусила його двічі заплакати, і похвалив його здатність зображати різні сторони Джоеля; Аарон Бейн з Push Square відчув, що гра Паскаля відображає муки Джоеля без слів, У четвертому епізоді Девід Коте з The A.V. Club насолоджувався теплотою і гумором Паскаля, особливо в сценах, в яких він навчає Еллі. За свою роль Паскаль отримав нагороду «Найкращий герой» на MTV Movie & TV Awards 2023, а також був номінований на телевізійну премію Голлівудської асоціації критиків, премію «Еммі» і премію Асоціації телевізійних критиків.